# Nausibius major
Nausibius major es una especie de coleóptero de la familia Silvanidae.

## Distribución geográfica
Habita en el este de Estados Unidos.